# Calidris mauri
El correlimos de Alaska (Calidris mauri o Erolia mauri) es una pequeña ave limícola de la familia Scolopacidae.

## Descripción
Los adultos tienen las piernas oscuras y pico corto, fino y oscuro, más fino y algo curvado en la punta (en el correlimos semipalmeado el pico es más corto y más recto). El cuerpo es castaño por arriba y blanco por debajo, con rayas finas en el pecho. La cabeza es de color pardo rojizo en la coronilla. Esta ave puede ser difícil de distinguir de otras pequeñas limícolas similares, especialmente del correlimos semipalmeado. Es particularmente este el caso cuando ambas especies tienen el plumaje de invierno, y son de color gris enterizo. El correlimos de Alaska toma su plumaje de invierno mucho más temprano en el otoño que el correlimos semipalmeado.

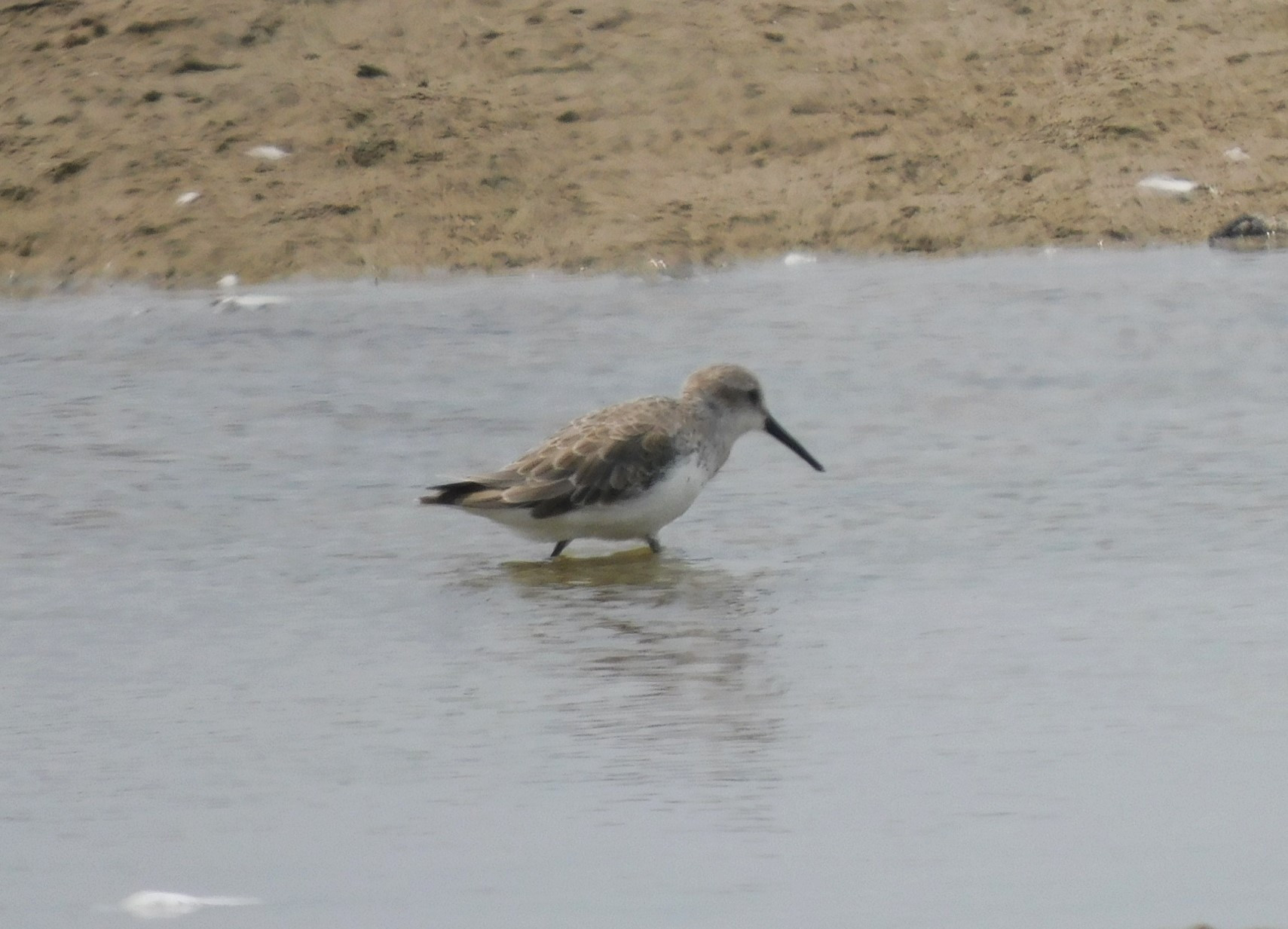
Playero occidental (Calidris mauri) alimentándose en la Desembocadura del Río Chancay-Lambayeque

## Distribución
Su hábitat reproductivo es la tundra de Siberia oriental y de Alaska. Los correlimos de Alaska migran hacia ambas costas atlánticas y pacíficas de América del Norte y del Sur. Es una especie errante muy rara en Europa.

## Comportamiento

### Alimentación
Estas aves se alimentan en los fangales en lagunas, estuarios y costas marinas durante la migración y en las estaciones no reproductivas, sondeando con el pico o recogiendo el alimento a la vista, generalmente invertebrados marinos. Durante la estación de cría se alimentan en la tundra y en las praderas húmedas. Comen principalmente insectos, pequeños crustáceos y moluscos.

### Reproducción
Anidan en el suelo, usualmente bajo alguna vegetación. El macho hace varios raspados, y la hembra selecciona uno de ellos y pone cuatro huevos. Ambos padres incuban los huevos y cuidan a las crías dependientes, las cuales se alimentan solas. A veces, la hembra abandona a su pareja y a los polluelos antes de que estos estén listos para el vuelo.

## Especie abundante
Esta es una de las especies limícolas más abundantes en América del Norte, con una población de millones.

## Nombre Común

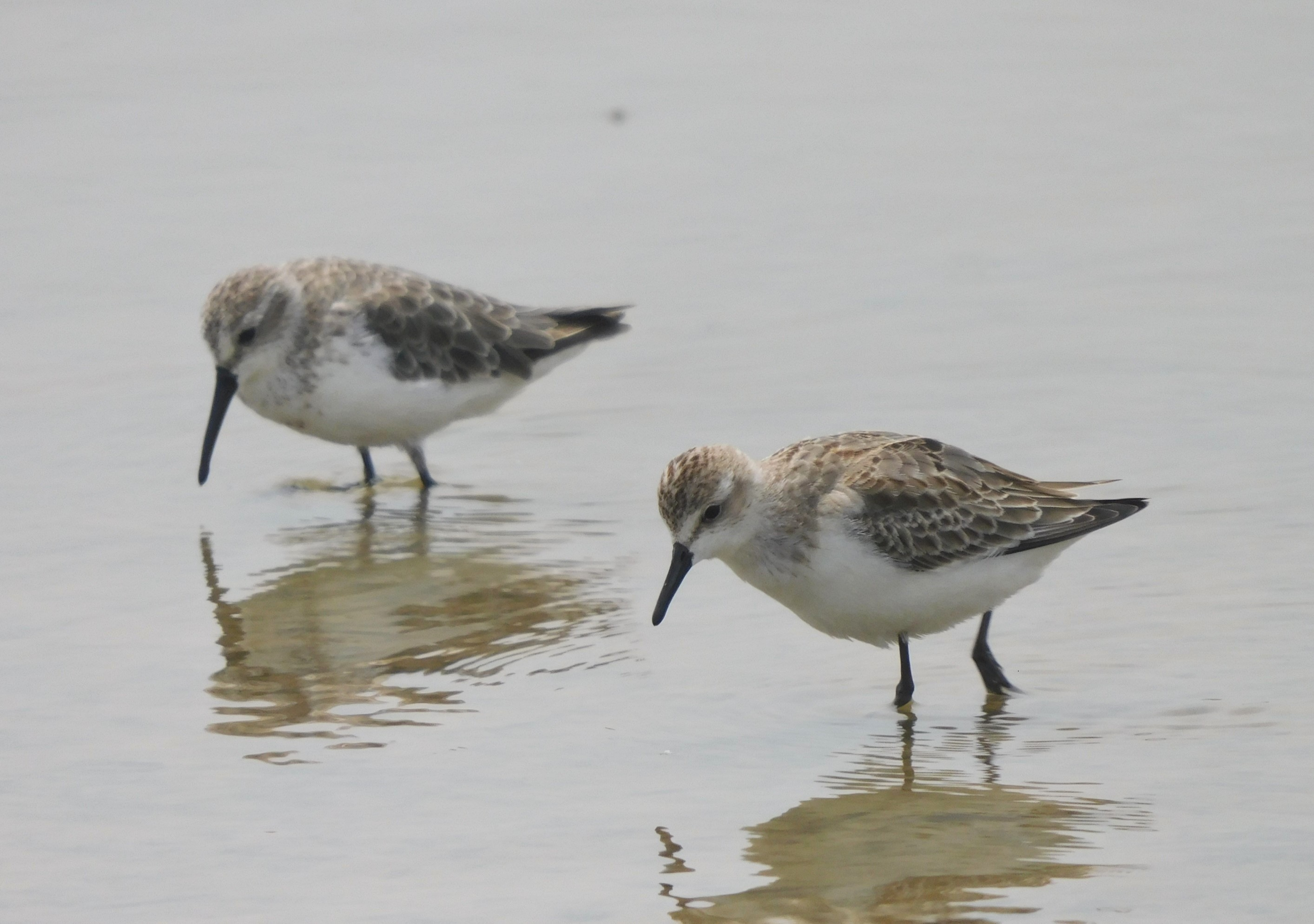
Playero occidental (Calidris mauri) y Playero semipalmado (Calidris pusilla) alimentándose, nótese las diferencias de plumaje y tamaño de cuerpo y pico.

En Cuba su nombre común es zarapico chico, y en Chile, República Dominicana y Puerto Rico es playero occidental.